# Павлюк (гетман)
Павлю́к, известен в историографии под многими именами: Павлю́га, Па́улус, Полуру́с, Пали́й, Баю́н, Бут, Карп Па́влович Гузда́н, Па́вел (укр. Павло́) Ми́хнович (Михайлович) Павлю́к (Бут); (казнён в 1638 в Варшаве) — гетман Запорожского казачества, предводитель крестьянско-казацкого восстания на Украине в 1637−1638 годах.

## Биография

### Начало боевого пути
Первые достоверные сведения о Павлюке относятся к 1635 году, когда он вместе с гетманом Иваном Сулимой принимал участие в уничтожении запорожскими нереестровыми казаками «польской занозы» — крепости Кодак.
После пленения Сулимы поляками и его казни в декабре 1635 года в Варшаве, Павлюк в начале 1637 года, во главе отряда запорожцев, выступил в поход на помощь крымскому хану Бахадыру I Гераю (Батыр-Гирею), который вознамерился добиться независимости от Турции и повёл упорную борьбу против османского ставленника — хана Кан-Темира. Батыр-Гирей и Павлюк двинулись против буджакских татар. Благодаря помощи казаков, которые «в малом числе победили и в прах обратили многочисленного неприятеля», эта кампания закончилась в пользу Батыр-Гирея.
Согласно утверждениям «Большой энциклопедии» С. Н. Южакова и ряда других источников, Павлюк по происхождению был крещёным турком и до появления на Украине служил Крымскому хану, в составе его войска принимал участие в осаде Азова против оборонявших эту крепость донских казаков. Однако, данная версия не имеет под собой историко-документальной почвы, не вписывается в контекст внешнеполитической линии Бахадыра Герая и совершенно не гармонирует с последующей биографией самого Павлюка.

### Восстание Павлюка
Стараниями польского королевского комиссара и магната Адама Киселя в 1637 году на реке Росава была созвана рада реестровых казаков, на которой они отрешили от должности действующего гетмана Василия Томиленко и выбрали вместо него пропольски настроенного полковника Савву Кононовича.
Вскоре после этого началось военное противостояние запорожского нереестрового казачества и реестровцев, особенно после того, как в мае 1637 года нереестровые захватили в Корсуне (Черкассах) артиллерию реестровцев и увезли её на Запорожскую Сечь.
В июле 1637 года Павлюк был провозглашён гетманом Войска Запорожского и возглавил казацкое восстание против насилий и несправедливостей польской шляхты, в защиту гонимой православной веры. В начале августа выступление повстанцев под предводительством Павлюка послужило сигналом к массовому восстанию на Левобережной Украине. Восставшие объявляли себя казаками и изгоняли польских и украинских панов.
В августе отряд повстанцев, возглавляемый Павлюком, двинулся на Киевщину. Павлюк обратился к крестьянам, реестровым казакам и горожанам с универсалом, в котором призывал арестовать реестровую старшину — сторонников шляхетской Польши — и присоединяться к повстанческим отрядам.
Полковники Скидан и Быховец были посланы Павлюком для поднятия восстания в окрестностях Переяславля.
В это время сам Павлюк расположился с войском у города Крылова. Ночью отряд Скидана скрытно вошел в Переяславль (Корсунь), захватил Кононовича и ряд старшин-предателей и доставил их в лагерь Павлюка, где они были тут же осуждены казацким судом и расстреляны. Павлюк уехал в Запорожскую Сечь собирать войско. Оставшиеся в Малороссии отряды он поручил под командование Скидану, который разбил свой лагерь в Мошна́х.
Сильнее всего восстание разгорелось на Левобережной Украине. В итоге все реестровые полки перешли на сторону восставших. Повстанцы захватывали город за городом, разоряли шляхетские имения. Шляхта спасалась бегством, предпочитая по свидетельству польского хрониста Окольского «лыковую жизнь шёлковой смерти». Согласно Окольскому, Павлюк намеревался объединиться с донскими казаками и перейти в подданство Русского царства.
Коронный гетман С. Конецпольский послал против восставших своего заместителя Николая Потоцкого.
6 (16) декабря 1637 противники сошлись в битве у с. Кумейки (возле Мошон). В ходе боя польским войскам удалось окружить повстанцев. Соорудив на скорую руку табор из поставленных в 6−12 рядов возов, казаки целый день отбивали кровопролитные атаки польской конницы, поддерживаемой пехотой и артиллерией. При этом небольшим группам казаков дважды удавалось прорывать кольцо окружения. Во время второго прорыва табор удалось покинуть казацкой старшине вместе с Павлюком. Павлюк и Скидан с небольшими силами отступили в Чигири́н, где надеялись соединиться с другими повстанческими отрядами и пополнить запасы пороха. В это время основные силы повстанцев, оставшиеся на поле боя под командованием Дмитрия Гуни, продолжали вести бой до поздней ночи.
В связи с наступлением темноты поляки прекратили атаковать табор казаков, которые, немного отступив, к тому времени уже начали окапываться. Видя, что атаки поляков и огонь их артиллерии прекратились, казаки под покровом темноты в три часа ночи 7 (17) декабря на нескольких десятках возов покинули табор, рассыпались по местности и отступили к Мошнам.
Не остановившись в Мошнах, разбитые казаки отступили к местечку Боровица (Боровицы) под Чигирином. Здесь отряд Павлюка вновь объединился с казаками Дмитрия Гуни. К 9 (19) декабря силы восставших были вновь окружены поляками, взявшими Боровицу в осаду. 10 (20) декабря разгорелся новый бой. При этом поляки вели осаду по всем правилам: окружили Боровицу окопами и отрезали её от воды. Несмотря на это, осаждённые упорно оборонялись, возведя сильные укрепления, а в городе располагался значительный гарнизон. Однако и поляки не имели возможности сломать сопротивление повстанцев силой; Николай Потоцкий предложил переговоры.
В условиях полного окружения казацкая старшина уговорила Павлюка пойти на переговоры с Потоцким. Однако большинство источников сходится на том, что в процессе переговоров гетмана предали.
- Есть мнение, что казаки обвинили его в своей неудаче, сбросили с гетманства[3] и капитулировали, выдав Павлюка полякам[3] (правда, заручившись клятвенной гарантией королевского комиссара А. Киселя, пользовавшегося уважением как известного приверженца и защитника православной веры в Польском государстве, что с Павлюком ничего не случится)[3][1].
- По другим сведениям, Павлюк был предательски схвачен во время переговоров вместе с другими руководителями восстания — экс-гетманом В. Томиленко и Г. Лихим[7]). Казаки даже были вынуждены подписать договор, в котором обязывались повиноваться польскому королю.[3] Однако, как только казаки сложили оружие, поляки напали на них и множество перебили.[1]
- Некоторые летописи утверждают, что казаки продолжали сражаться с поляками и после сдачи Павлюка и даже одержали над ними победу при р. Старица; поляки предложили мирные переговоры, но, как только казаки сложили оружие, поляки вероломно напали на них.[1]

Временным гетманом реестровых казаков Потоцкий назначил И. Караимовича.
Николаем Потоцким был применен лютый террор к повстанцам, благодаря которому удалось подавить народное движение. К примеру, вся дорога от Днепра до Нежина была уставлена кольями с посаженными на них казаками и крестьянами. Множество повстанцев, спасавшихся от кровавой расправы, бежали за пределы Речи Посполитой, в частности, на берега Дона и в Днепро-Донское междуречье — будущую Слобожанщину. Скидану и Гуне удалось бежать на Сечь.

## Смерть Павлюка
Несмотря на попытки А. Киселя исполнить своё обещание, захваченный в плен Павлюк был, подобно Сулиме, зверски казнён в Варшаве в феврале 1638. Вместе с ним по приговору сейма были казнены бывший реестровый гетман Томиленко, перешедший на сторону Павлюка, и старшина И. Злой. Восстание и мученическая смерть Павлюка описаны в поэме Е. П. Гребёнки, «Богдан».